# Rueda de Jalón
Rueda de Jalón é um município da Espanha na província de Saragoça, comunidade autónoma de Aragão. Tem 107,37 km² de área e em 2021 tinha 313 habitantes (densidade: 2,9 hab./km²).

## Demografia
| Variação demográfica do município entre 1991 e 2004 | Variação demográfica do município entre 1991 e 2004 | Variação demográfica do município entre 1991 e 2004 | Variação demográfica do município entre 1991 e 2004 |
| --------------------------------------------------- | --------------------------------------------------- | --------------------------------------------------- | --------------------------------------------------- |
| 1991                                                | 1996                                                | 2001                                                | 2004                                                |
| 369                                                 | 358                                                 | 359                                                 | 360                                                 |